# Can Samà
Can Samà és un edifici del carrer Major de Vilanova i la Geltrú a la comarca del Garraf, protegit com a bé cultural d'interès local.

## Descripció
És un edifici entre mitgeres de planta baixa, principal i dos pisos, amb coberta en part plana i en part a dues vessants. L'edifici té façanes a dos carrers. La principal, que dona al carrer Major, presenta una divisió horitzontal en tres cossos: el primer, coincidint amb la planta baixa, mostra grans carreus de pedra encoixinats; el segon ocupa dues plantes unificades per pilastres i acaba en cornisa sobre la qual s'eleva el tercer cos, coronat per la barana del terrat. Les obertures són allindanades. La façana posterior, de composició simètrica, presenta obertures allindanades i d'arc rebaixat. L'interior de la casa ha perdut el seu caràcter original a causa de les successives modificacions que ha experimentat quan es va transformar en habitatge plurifamiliar. Tanmateix, les motllures de la façana i el treball de forja dels balcons i finestres, de gran qualitat, recorden encara l'esplendor que tingué Can Samà a l'època de la construcció.

## Història
L'origen de l'edifici primitiu, enclavat dins el primer recinte fortificat de la Vilanova de Cubelles, pot situar-se al segle xiv. L'any 1862, Joan Samà i Martí i Maria Almirall i Andrea van comprar la casa a Joan Álvarez i va sol·licitar permís per fer-hi obres de reforma, addició de plantes i construcció de galeries arcades, segons projecte del mestre d'obres Josep Salvany.
A la mort de Joan Samà, la casa va passar al seu nebot Antoni Samà i Urgellés, que va rebre del rei Amadeu I el títol de marquès de Samà. Amb el pas del temps, l'edifici ha perdut el seu caràcter senyorial i ha estat fragmentat en pisos de lloguer per a classes modestes.